# Baufix

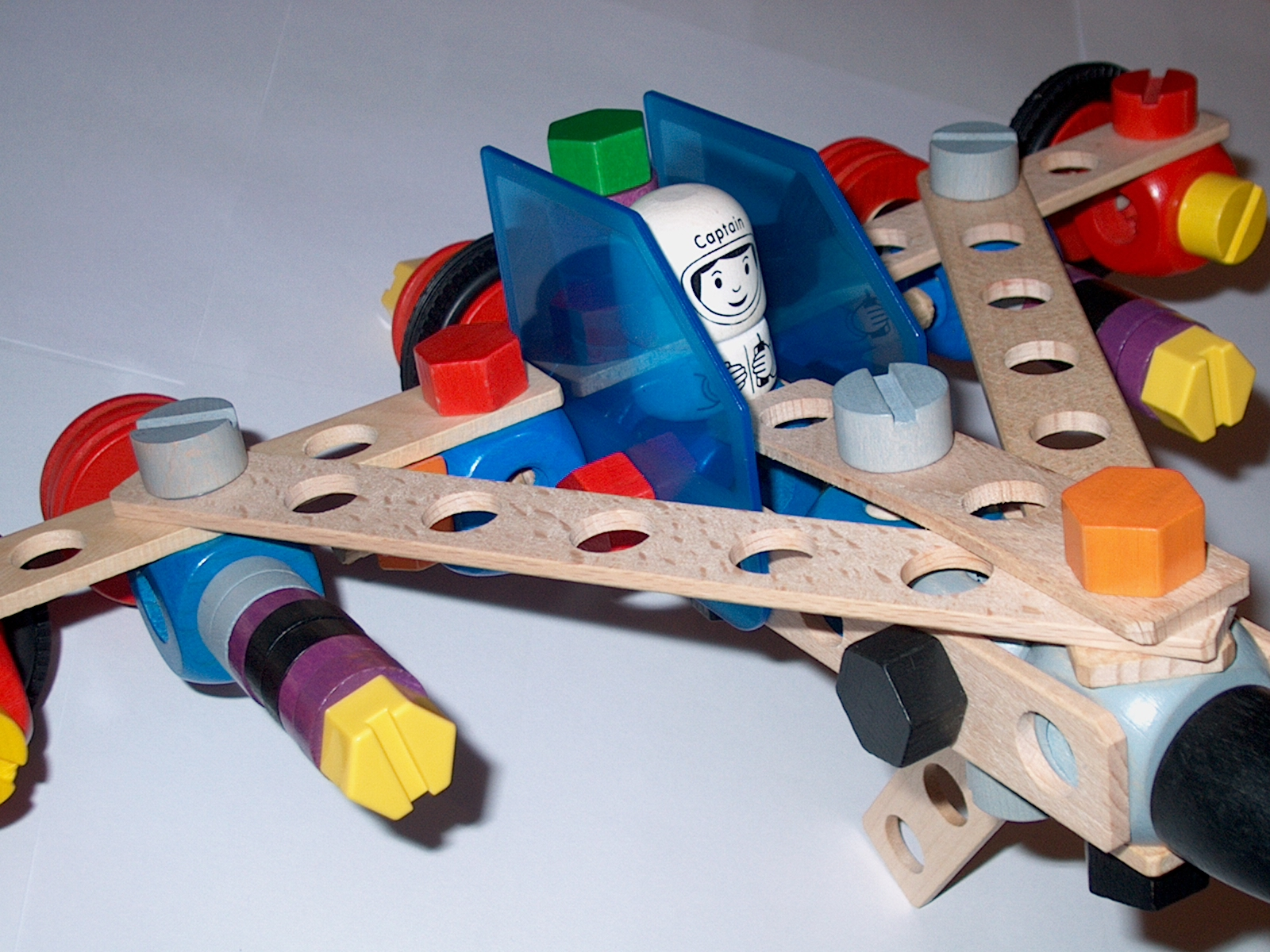
Baufix

Baufix ist ein Holzkonstruktionsspielzeug aus dünnen, mit Löchern versehenen Latten, Würfeln mit Innengewinden und durchgehenden Öffnungen sowie Schrauben, Unterlegscheiben und Muttern, das von Hans Wammetsberger entwickelt wurde.

## Spielzeug
Baufix richtet sich an Kinder im Alter von 36 Monaten bis sechs Jahren. Alle Bauelemente und Werkzeuge werden aus Hölzern wie Ahorn und Buche gefertigt, einige Verbindungselemente bestehen in der aktuellen Version aus Kunststoff. Für die Farben der Holzteile werden ungiftige Wasserlacke verwendet. Die Verbindungselemente sind universell einsetzbar.
Die Bauelemente werden in einem Modellkasten mit bebilderter Bauanleitung angeboten, so kann man zunächst das Modell nachbauen. Die Bauelemente lassen sich darüber hinaus zu beliebigen neue Konstruktionen kombinieren.

## Hersteller
Der ursprüngliche Entwickler und Hersteller von Baufix war Hans Wammetsberger. Seine „Fabrik für feinpolierte Holzspielwaren“, die von 1900 bis 1981 bestand, befand sich in Olching. 1982 wurde das Unternehmen an die Heinz H. Lorenz AG in Geretsried verkauft. Seit August 2004 erfolgt der weltweite Vertrieb von Baufix-Konstruktionsbaukästen über den Vertriebspartner Stadlbauer Marketing & Vertrieb G.m.b.H in Salzburg. Im März 2010 meldete das Unternehmen Insolvenz an; im Herbst 2010 wurde es durch die Simba-Dickie-Group übernommen. Diese integrierte das Unternehmen in die HEROS.
Unter dem Namen „Baufix“ brachte 1939 auch die Firma J. W. Spear & Söhne einen Noppensystem-Steinbaukasten heraus.